# Шаронин, Евгений Анатольевич
Евге́ний Анато́льевич Шаро́нин (род. 9 сентября 1971) — украинский гребец, выступавший за сборную Украины по академической гребле в период 1993—1999 годов. Участник шести чемпионатов мира, член украинской восьмёрки на летних Олимпийских играх в Атланте.

## Биография
Евгений Шаронин родился 9 сентября 1971 года.
Дебютировал на международном уровне в сезоне 1993 года, когда вошёл в основной состав украинской национальной сборной и выступил в распашных рулевых восьмёрках на чемпионате мира в Рачице. Год спустя в восьмёрках стартовал на мировом первенстве в Индианаполисе. Ещё через год на аналогичных соревнованиях в Тампере вновь соревновался в той же дисциплине.
Благодаря череде удачных выступлений удостоился права защищать честь страны на летних Олимпийских играх 1996 года в Атланте — вместе с командой, куда также вошли гребцы Роман Гриневич, Олег Лыков, Виталий Раевский, Валерий Самара, Игорь Мартыненко, Игорь Могильный, Александр Капустин и рулевой Григорий Дмитренко, дошёл в распашных восьмёрках до утешительного финала «Б» и расположился в итоговом протоколе на десятой строке.
После Олимпиады Шаронин остался в составе гребной команды Украины и продолжил принимать участие в крупнейших международных регатах. Так, в 1997 году он побывал на чемпионате мира в Эгбелет-ле-Лак, где в зачёте распашных двоек с рулевым занял пятое место.
В 1998 году отметился выступлением на этапе Кубка мира в Бельгии и на мировом первенстве в Кёльне.
Последний раз показал сколько-нибудь значимый результат на международной арене в сезоне 1999 года, когда выступил в программе безрульных четвёрок на чемпионате мира в Сент-Катаринсе. Вскоре по окончании этих соревнований принял решение завершить спортивную карьеру.